# Bradshaw (Nebraska)
Bradshaw és una població dels Estats Units a l'estat de Nebraska. Segons el cens del 2000 tenia 336 habitants.

## Demografia
Segons el cens del 2000, Bradshaw tenia 336 habitants, 138 habitatges, i 101 famílies. La densitat de població era de 393,1 habitants per km².
Dels 138 habitatges en un 30,4% hi vivien nens de menys de 18 anys, en un 60,1% hi vivien parelles casades, en un 5,8% dones solteres, i en un 26,8% no eren unitats familiars. En el 23,9% dels habitatges hi vivien persones soles l'11,6% de les quals corresponia a persones de 65 anys o més que vivien soles. El nombre mitjà de persones vivint en cada habitatge era de 2,43 i el nombre mitjà de persones que vivien en cada família era de 2,85.
Per edats la població es repartia de la següent manera: un 25,9% tenia menys de 18 anys, un 9,5% entre 18 i 24, un 26,2% entre 25 i 44, un 25% de 45 a 60 i un 13,4% 65 anys o més.
L'edat mediana era de 38 anys. Per cada 100 dones de 18 o més anys hi havia 99,2 homes.
La renda mediana per habitatge era de 37.969 $ i la renda mediana per família de 40.000 $. Els homes tenien una renda mediana de 28.611 $ mentre que les dones 16.125 $. La renda per capita de la població era de 15.660 $. Aproximadament el 7% de les famílies i el 9% de la població estaven per davall del llindar de pobresa.

## Poblacions més properes
El següent diagrama mostra les poblacions més properes.